# Al abismo de Chicago (cuento de Ray Bradbury)
Al abismo de Chicago (título original en inglés: To the Chicago Abyss) es un cuento del escritor estadounidense Ray Bradbury publicado originalmente en la revista The Magazine of Fantasy & Science Fiction de mayo de 1963.
Fue incluido en su libro de cuentos The Machineries of Joy (1964).

## Argumento
En un futuro indeterminado, un anciano va por la ciudad recordando a la gente pequeños objetos que estaban anteriormente en la vida cotidiana, pero que ahora ya no son asequibles. Esto causa enojo entre algunos, pero hay muchas personas que desean escucharle y hace que sea buscado por la policía.

## Adaptaciones

### Teatro
To the Chicago Abyss es una de las tres obras representadas por Bradbury en su primer gran proyecto teatral, The World of Ray Bradbury (The Veldt, To the Chicago Abyss y The Pedestrians). Se estrenó en el Coronet Theatre de Los Ángeles el 14 de octubre de 1964 a cargo de la Ray Bradbury's Pandemonium Theatre Company, permaneciendo en cartelera durante 20 semanas.
Representada en el Orpheum Theatre de Nueva York, no tuvo el mismo éxito, ni fue muy bien tratada por la crítica.

### Televisión
También adaptó el cuento para la serie de televisión The Ray Bradbury Theater. El episodio titulado To the Chicago Abyss fue emitido el 22 de septiembre de 1989. Dirigido por Randy Bradshaw, fue interpretado por Harold Gould, Neil Munro y Doreen Ibsen.